# Миозин
Миозин учествује у изградњи ћелијског скелета, односно микрофиламената. Гради актиномиозинске комплексе са актином у мишићним ћелијама што омогућава њихову контракцију. Миозини се често називају моторним протеинима с обзиром да су способни да енергију добијену хидролизом АТП-а претворе у механичку силу. 
види: миозински филаменти